# Federación de las Tres Clases de Vapor
La Federación de las Tres Clases de Vapor (las Tres Clases se referían a tres oficios y el Vapor a que se trabajaba con máquinas movidas por vapor) fue una organización obrera que se formó en Barcelona en agosto de 1869 con la federación de las sociedades de hiladores, jornaleros y tejedores mecánicos de los vapores algodoneros de las empresas textiles de Barcelona. Tomàs Valls fue el secretario de la comisión interina y la publicación El Obrero el órgano de expresión del sindicato.

## Creación
En agosto de 1869 se dieron a conocer en la presentación de una mesa de reivindicación salarial de los fabricantes de Barcelona. Su fuerza se extendió rápidamente por todas las comarcas fabriles del Principado y al primer congreso obrero estatal, organizado por el Centro Federal de Sociedades Obreras de Barcelona en junio de 1870, ya participaron delegados suyos de diferentes poblaciones (Sellent, Sant Andreu, Villanueva y Geltrú). A finales de diciembre de 1870, celebraron su primer congreso en el que se aprobó un reglamento con las directrices de la Federación Regional Española de la AIT (FRE-AIT). Entonces tenían 8.500 afiliados y era presidente Climent Bové y secretario Narcís Mas. En marzo de 1871 se adhirieron a la FRE-AIT, siendo presidente Climent Bové y secretario Anselm Valentí. Una de las luchas más destacadas de este periodo, promovidas por las Tres Clases, fue la huelga de quince semanas en Villanueva y Geltrú y que afectó a 1.400 obreros.
Los días 4 y 5 de febrero de 1872 celebraron su segundo congreso, donde aprobaron por unanimidad la reglamentación de las huelgas y la federación con la Sociedad de Tejedores a mano, para formar la Unión de Obreros Manufactureros. Fue elegido presidente Josep Bragulat y secretario Tomàs Valls. Después, entre el 7 y el 11 de mayo de 1872, se celebró en Barcelona el Congreso constituyente de la Unión de Obreros Manufactureros o Unión Manufacturera, con la asistencia de 115 delegados que representaban unos 28.000 afiliados. Se nombró un Consejo Directivo formato por 14 miembros, que se estableció en Manresa. El golpe de Estado del general Manuel Pavía desarticuló Las Tres Clases de Vapor y también La Unión Manufacturera. A comienzos de 1881 las Tres Clases de Vapor se reorganizaron y en el mes de mayo tuvieron lugar unas elecciones para los cargos de secretario y representante general, y fueran elegidos Antoni Casulà y Joan Vidal respectivamente.

## Viraje hacia el marxismo
La Federación se iba separando de las posiciones bakuninistas de la Primera Internacional y acercándose a las posiciones marxistas. Esta tendencia provocó la escisión de la Unión Manufacturera en marzo de 1882 cuando ésta se adhirió a la FTRE, siendo representante general Josep Bragulat. En mayo de 1882 sufrieron otra escisión por parte de la sección de Sabadell, que en enero de 1883 ingresaron a la Unión Manufacturera. En agosto de 1882, las Tres Clases de Vapor asistieron en un Congreso Obrero Nacional convocado por los marxistas, usando el viejo Centro Federal de Sociedades Obreras de Barcelona del 13 al 16 de agosto, donde participaron 123 delegados que representaban 152 sociedades obreras y unos 15.000 obreros. Las Tres Clases de Vapor con 14 delegados y unos 8.000 afiliados era la delegación más numerosa. Se acordó constituir la Asociación Nacional de Obreros de España que pretendía agrupar sociedades obreras y federaciones de oficio, idea sobre la cual se formaría años más tarde la Unión General de Trabajadores (UGT). Aun así las Tres Clases de Vapor tampoco siguieron las directrices marxistas, puesto que cuando en 1888 se fundó la UGT no se adhirieron y cuando entre el 14 y 21 de julio de 1889 los socialistas convocaron en París el Congreso que fundó la Segunda Internacional, los representantes de las Tres Clases de Vapor fueron al Congreso de los Possibilistas (con las Trade-Unions inglesas, también en París del 15 a 20 de julio). El 1890, respondieron al cierre patronal de los fabricantes de Manresa declarando en huelga las secciones de Barcelona y 22 localidades más del Principado, afectando a más de 50.000 obreros del 22 al 31 de marzo.
La huelga rebrotó cuando el día 12 de julio fueron despedidos de las fábricas de Manresa los representantes de las Tres Clases de Vapor. La huelga de protesta que se decretó, casi de forma improvisada, fue secundada no solamente por las secciones de las Tres Clases de Vapor sino que se añadieron las del algodón, paletas, cerrajeros, tintoreros, carpinteros y zapateros. Pero con la ayuda del gobierno y la represión policial, esta segunda parte de la huelga fue un desastre para las Tres Clases de Vapor, que fue perdiendo afiliados y secciones. A finales de 1890 se escindieron las secciones de Manresa y de San Martín de Provensals. En 1895, la Unión de la Industria Algodonera, organización de Mataró y su comarca dejó la Federación e ingresó en la UGT. En 1909, en una asamblea de la Federación de la Industria del Arte de Cataluña en Barcelona, asistieron representantes de las Tres Clases de Vapor de Torelló, Sant Martí de Provensals, Badalona y Manresa, sin una clara relación orgánica entre ellos. Las secciones de la Federación se fueron disolviendo entre la UGT y la CNT.